# Karl-Heinz van Kaldenkerken
Karl-Heinz van Kaldenkerken (* 10. April 1925 in Düsseldorf; † 28. November 2020) war ein deutscher Rechtsanwalt, Verwaltungsjurist, Oberstadtdirektor (zuletzt in Bonn) und Verwaltungsberater (in Dresden).

## Leben und Wirken
Karl-Heinz van Kaldenkerken studierte von 1946 bis 1949 Rechtswissenschaft. 1951 legte er seine Dissertationsschrift Das internationale Recht des ehelichen Kindes in der deutschen Rechtsprechung seit 1935 vor. Von 1950 bis 1953 absolvierte er eine Ausbildung zum Richter und Beamten im höheren Verwaltungsdienst, unter anderem im Rechtsamt der Stadtverwaltung Leverkusen. Die dort erfahrene Bürgernähe fand er beruflich erfüllend. 1953 nahm er – obwohl ihm aufgrund seiner Zeit in der Stadtverwaltung der Öffentliche Dienst erstrebenswert schien – den Posten als stellvertretender Geschäftsführer der Wirtschaftsvereinigung Groß- und Außenhandel im Landesverband Nordrhein-Westfalen (Düsseldorf) an. Doch schon bald ergab sich die Möglichkeit, tatsächlich in den Öffentlichen Dienst zu gehen: Von 1953 bis 1959 war er Städtischer Rechtsrat und Stadtkämmerer der Stadt Düren. Anschließend bekleidete er von 1959 bis 1974 das Amt des Oberstadtdirektors der Stadt Viersen. Hier stellte er die Weichen dafür, dass Viersen im Zuge der Gebietsstrukturreform nicht der Ballungszone Mönchengladbach/Krefeld zugeordnet wurde, sondern nach Zusammenlegung mit Dülken, Süchteln und Boisheim ab 1970 als neue Kreisstadt Viersen auftreten konnte.
Kaldenkerken war schon einige Jahre Mitglied im Verwaltungsrat der Kommunalen Gemeinschaftsstelle für Verwaltungsvereinfachung (KGSt) in Köln, als er 1974 in deren Vorstand gewählt wurde, dem er bis 1976 angehörte. Von 1976 bis 1987 wirkte er als Bonner Oberstadtdirektor. Als seine angenehmsten Erinnerungen sah er die Vorbereitung der Bundesgartenschau 1979, den Zweiten Bonn-Vertrag, der die millionenschwere Förderung Bonns aus dem Bundeshaushalt regelte, und die Kulturpflege mit ihren Früchten Städtisches Kunstmuseum, Bundeskunsthalle und Haus der Geschichte an. Von 1987 bis 1990 war er Sozius einer Bonner Anwaltskanzlei.
Nach der deutschen Wiedervereinigung wurde er gebeten, in den neuen Bundesländern mitzuhelfen, eine Verwaltung aufzubauen. So kam er nach Dresden und machte sich ab 1990 zehn Jahre in der Verwaltung verdient.
Er stand dem Oberbürgermeister Herbert Wagner als Berater zur Seite und übernahm als dieser die Geschäftsführung der Dresden-Konferenz zur nachhaltigen Stadtentwicklung, die aus Vertretern der Stadt Dresden und des Freistaates Sachsen bestand, und die sich mit Verkaufsmaßnahmen sowie Projekten zu Ansiedlungen und Neubauten befasste. Angefragt durch die Dresdner Bank, die mit Bernhard Walter den Vorsitzenden des Stiftungsrats der Stiftung Frauenkirche Dresden stellte, widmete er sich von 2000 bis 2002 als Geschäftsführer der Wiederaufbau GmbH der Rekonstruktion der Frauenkirche. Von 2002 bis 2006 übte van Kaldenkerken seinen Anwaltsberuf in Dresden aus, wobei er sich auf kommunalrechtliche und -wirtschaftliche Mandate spezialisierte.
Auch nach seinem Ruhestand im Jahr 2006 wohnte er in Dresden. Seine Verbundenheit mit Bonn äußerte sich aber in seinem Engagement im Vorstand der Tenten-Stiftung, die Bonner Bürgern in Not hilft.
Karl-Heinz van Kaldenkerken war verheiratet.
Ab 1980 war er Ehrenmitglied der katholischen Studentenverbindung KDStV Alania Bonn.

## Herausgeberschaft
- Ausbau der Bundeshauptstadt. 10 Jahre Hauptstadtvereinbarung 1975–1985. Dokumentation. Druckerei Gerhards KG, Bonn 1985.

## Auszeichnungen
- Bundesverdienstkreuz am Bande
- 1979: Bundesverdienstkreuz 1. Klasse
- 1987: Großes Bundesverdienstkreuz